# Mustelus lenticulatus
La musola tigre (Mustelus lenticulatus) es un tiburón de la familia Triakidae, que habita en las plataformas continentales y estuarios alrededor del sur de Australia y Nueva Zelanda. Su longitud máxima es de 125 cm para los machos y 151 cm para las hembras.
En Nueva Zelanda se le pesca comercialmente, y es común servirlo en tiendas de pescado y papas.